# Христианская община всемирного братства духоборов
Христианская община всемирного братства (CCUB) — главная духовно-хозяйственная организация духоборов в Канаде, последователей Петра Веригина, с момента их иммиграции из Российской империи в 1899 году и до её ликвидации в 1938 году. В своей корпоративной форме это был инструмент, который позволял его членам, иметь форму коллективной собственности на землю, на которой они жили и работали, а также на сельскохозяйственные и промышленные объекты.

## История названия
Название христиан Всемирного Братства использовалось духоборами для описания себя ещё до того, как они покинули Российскую империю в 1899 году. Оно появляется, например, в статье Льва Толстого «Эмиграция духоборов» (апрель 1898 г.). Название было навеяно Петру Веригину от названия Братской церкви Англии, связанной с толстовским движением, после того, как с ним переписывался Джон К. Кенуорти. В письме 1896 г. Веригин объяснял своим последователям: «Название „духобор“ не понятно посторонним… но название „Христианская община всеобщего братства“ яснее скажет, что мы смотрим на всех людей как на своих братьев, согласно повеление Господа Иисуса Христа…»
Оказавшись в Канаде, иммигранты-духоборы начали использовать название Христианской общины Всеобщего Братства, для идентификации себя как группы, ещё до того, как её лидер Петр Веригин присоединился к ним в конце 1902 года.
На протяжении многих лет это название, по-видимому, закреплялось к общей социально-экономической организации общины духоборов (то есть тех, кто владел землей и другими средствами производства как община). Оно стало официальным названием организации, в момент её регистрации 25 марта 1917 года, и использовалось вплоть до её роспуска в 1937 году и последующей ликвидации.

## Первые попытки коммунального хозяйства в Саскачеване (1898—1907 годы)
Когда в 1899 году в Саскачеван из Закавказья прибыли несколько тысяч беженцев- духоборов, их преимущественно земледельческое сообщество столкнулось с выбором формы поселения, землевладения и общей экономической организации, которую они выберут для своего нового сообщества. С одной стороны переселенцы могли стать отдельными поселенцами, каждая семья жила бы и обрабатывала свой участок земли в 160 акров (0,65 км2), как это было предусмотрено в Законе о землях доминиона и поощрялось канадскими властями. С другой стороны люди могли жить в селах и деревнях, коллективно владея своими объединёнными земельными паями и другими ресурсами, а также коллективно работать над них и владеть плодами своего труда, как это позже практиковалось в кибуцах. Было, конечно, и много промежуточных вариантов — как, например, в типичной русской крестьянской общине XIX века, когда земля находилась в коллективной собственности, но разделялась (и регулярно перераспределялась) между семьями для индивидуального ведения хозяйства.
В то время как вариант индивидуальной собственности нравился более состоятельным духоборам и очень поощрялся властями, большинство духоборцев-поселенцев, включая их старейшин, рассчитывали жить в селах и владеть землей коллективно, в соответствии с религиозными убеждениями. На практическом уровне, какими бы ни были их личные убеждения, большинство более бедных членов сообщества просто не могли позволить себе действовать самостоятельно и пошли бы за общинно настроенными лидерами.
Таким образом, на практике большая часть экономической деятельности ранних духоборов была общинной; доходы членов объединялись, а расходы каждого члена оплачивались из бюджета сообщества. В ежегодных отчетах собраний духоборов, на которых обсуждались эти доходы и расходы, название Христианской Общины Всемирного Братства использовалось для обозначения всей организации. В первые годы (1904, 1906) эти встречи происходили в ныне несуществующей деревне Надежда (располагалась в 10 км от особой зоны обслуживания Верегин в Саскачеване). В мае 1906 г. газета «Нью-Йорк таймс» сообщила о «первом общем собрании Торговой компании духоборов» в деревне Надежда. В соответствии с философией духоборов собрание заботилось не только о финансовых делах общины, но и о благополучии животных.
Острым оставался вопрос о формах собственности на землю. На фоне того, что правительство Канады требовало от духоборов регистрировать индивидуальную собственность на землю в соответствии с Законом о землях доминиона, а большинство духоборов отказывались это делать, их лидер Петр Веригин, прибывший из сибирской ссылки в конце 1902 г. — в начале 1903 г. предложил, казалось бы, удовлетворительное решение: попросить своих последователей зарегистрировать индивидуальную собственность, но при этом фактически владеть ресурсами и совместно работать на земле.
Однако этому компромиссу не суждено было просуществовать долго. С одной стороны, некоторые ревнители духоборской общины считали, что даже «только формальная» регистрация противоречила их принципам. С другой стороны, по мере того, как спрос англичан на земли Саскачевана увеличивался, отношение властей к духоборам становилось все более бескомпромиссным. Вскоре после вступления в должность в 1905 г. Фрэнк Оливер потребовал, чтобы духоборы, для сохранения своей земли, натурализовались как британские подданные, принеся присягу на верность короне. Поскольку одним из их религиозных убеждений духоборов было то, что нельзя присягать никому, кроме Бога, для многих это было бы непреодолимым препятствием. Ближе к 1906 году власти также начали применять правило Закона о землях доминиона, согласно которому поселенцы фактически жили на своих индивидуальных участках или (согласно «Хуторскому положении») в деревне (на хуторе), но не более чем в 3 мили (4,8 км) от своей земли.

## Миграция в Британскую Колумбию и учреждение CCUB Петром Веригиным (1908—1924)
Результатом конфликта между коммунитарными идеалами духоборов Веригина и политикой канадских властей было то, что, в то время как «независимые» духоборы (те, кто предпочел соблюдать правила индивидуальной собственности и натурализоваться) процветали, «община духоборов» к 1907 году потеряла большую часть своих земель. Выход Веригина из этой ситуации заключался в том, чтобы в частном порядке купить землю в Британской Колумбии на свое имя и переселить туда своих последователей, в общинные деревни. Это устранило бы оба вопроса Закона о землях доминиона (проблема «деревня против отдельной усадьбы» и проблема присяги на верность).
План переселения Веригина осуществлялся в течение нескольких лет, начиная с 1908 года. В отчете Королевской комиссии Британской Колумбии от 1912 года социальная и экономическая организация около 5000 духоборов, прибывших в то время в провинцию, описывается следующим образом:

The books of the Community are well kept; there is a ledger account for every individual, showing the contribution to the Central Fund, and a ledger account for each village, showing its dealings with the Central Fund. The Central Fund is administered under the direction of Verigin and the management of Michael Cazakoff for the benefits of the whole Community, and really represents the Communal Fund. The village property, following the tradition custom of the Russian Mir, belongs to each individual village and is managed by a village committee.

The relation between the villages and the Central Fund is maintained by an annual levy, which at present stands at $200 per annum for each man. From this Central Fund all Community lands have been purchased, and by its means the exodus of the Doukhobors to British Columbia and their establishment in their new home there was financed.
В том же отчете цитируется переписка «Общины духоборов, расположенной вокруг Нельсона и Гранд-Форкса» от июля 1912 года, в которой община упоминается как «Христианская община всемирного братства духоборов в Канаде».
В 1917 году общины духоборов были объединены в Христианскую Общину Всемирного Братства, и этой организации было передано право собственности на земли, купленные Веригиным. В CCUB Inc. входили некоторые земли, занятые и управляемые независимыми духоборами, которые не были «последователями» Веригина.
В течение следующего десятилетия организация продолжала иметь коммерческий успех, владея и продуктивно управляя сельскохозяйственными, лесными и промышленными предприятиями.

## После смерти Веригина
Смерть Петра Веригина в октябре 1924 года вызвала кризис руководства. Попытки вдовы Веригина, Анастасии Федоровны Голубовой (1885—1965), возглавить общину, поддержали всего несколько сотен духоборов, которые в 1926 году отделились от CCUB, образовав отколовшуюся организацию под названием «Господняя Христианская Община Всемирного Братства». Они переселились из Британской Колумбии в Альберту, где основали собственную деревню под названием Анастасьино (Анастасино) между Эрроувудом и Шоулдисом, просуществовавшую до 1943 года. В наши дни только кладбище в 5 милях к востоку от Эрроухед (карта.) напоминает нам о существовании этой общины с вывеской «Христианская община Всемирного Братства.».

## Упадок и ликвидация
В 1928 году из СССР прибыл Пётр Петрович Веригин, который возглавил CCUB. В 1938 году, после окончательного упадка CCUB, П. П. Веригин реорганизовал и переименовал Общины духоборов в «Союз Духовных Общин Христа» (USCC.). В отличие от CCUB, эта организация не выполняла серьёзных экономических функций, а лишь обеспечивала своим членам духовное и культурное руководство. В этой роли она продолжает существовать и по сей день.